# Justyna Żmuda
Justyna Żmuda (ur. 12 kwietnia 1991) – polska brydżystka, Arcymistrz (PZBS), World International Master (WBF), European Master (EBL), zawodniczka Bridge24.pl 2.

## Wyniki brydżowe

### Olimpiady
Na olimpiadach uzyskała następujące rezultaty:
| Olimpiady brydżowe. Zawody teamów | Olimpiady brydżowe. Zawody teamów | Olimpiady brydżowe. Zawody teamów | Olimpiady brydżowe. Zawody teamów | Olimpiady brydżowe. Zawody teamów | Olimpiady brydżowe. Zawody teamów |
| Rok                               | Miejsce                           | Zawody                            | Kategoria                         | Drużyna                           | Pozycja                           |
| --------------------------------- | --------------------------------- | --------------------------------- | --------------------------------- | --------------------------------- | --------------------------------- |
| 2012                              | Lille                             | 2. Olimpiada Sportów Umysłowych   | Kobiety                           | Poland                            | 3                                 |

### Zawody światowe
Na imprezach światowych zanotowała następujące miejsca:
| Zawody Światowe. Konkurencja teamów | Zawody Światowe. Konkurencja teamów | Zawody Światowe. Konkurencja teamów        | Zawody Światowe. Konkurencja teamów | Zawody Światowe. Konkurencja teamów | Zawody Światowe. Konkurencja teamów |
| Rok                                 | Miejscowość                         | Zawody                                     | Kategoria                           | Team                                | Pozycja                             |
| ----------------------------------- | ----------------------------------- | ------------------------------------------ | ----------------------------------- | ----------------------------------- | ----------------------------------- |
| 2013                                | Nusa Dua                            | 41. Mistrzostwa Świata Teamów              | Trans                               | Poland Ladies                       | 36                                  |
| 2013                                | Nusa Dua                            | 41. Mistrzostwa Świata Teamów              | Kobiety                             | Poland                              | 5                                   |
| 2012                                | Taicang                             | 14. Drużynowe Mistrzostwa Świata Młodzieży | Dziewczęta                          | Poland                              | 1                                   |
| 2011                                | Veldhoven                           | Venice Cup                                 | Kobiety                             | Poland                              | 11                                  |
| 2010                                | Filadelfia                          | 13. Seria Mistrzostw Świata                | Dziewczęta                          | Poland                              | 1                                   |
| 2009                                | Stambuł                             | 1. Światowy Kongres Młodzieży              | Juniorzy                            | CKiS Skawina                        | 10                                  |
| 2009                                | Stambuł                             | 1. Światowy Kongres Młodzieży              | Juniorzy (BAM)                      | CKiS Skawina                        | 2                                   |

| Zawody Światowe. Konkurencja par | Zawody Światowe. Konkurencja par | Zawody Światowe. Konkurencja par | Zawody Światowe. Konkurencja par | Zawody Światowe. Konkurencja par | Zawody Światowe. Konkurencja par |
| Rok                              | Miejscowość                      | Zawody                           | Kategoria                        | Partner                          | Pozycja                          |
| -------------------------------- | -------------------------------- | -------------------------------- | -------------------------------- | -------------------------------- | -------------------------------- |
| 2009                             | Stambuł                          | 1. Światowy Kongres Młodzieży    | Juniorzy                         | Adam Krysa                       | 2                                |
| 2006                             | Pieszczany                       | 6. Mistrzostwa Świata Młodzieży  | Młodzież Szkolna                 | Kamila Wesołowska                | 24                               |

### Zawody europejskie
W rozgrywkach europejskich zanotowała następujące miejsca:
| Zawody europejskie. Konkurencja teamów | Zawody europejskie. Konkurencja teamów | Zawody europejskie. Konkurencja teamów         | Zawody europejskie. Konkurencja teamów | Zawody europejskie. Konkurencja teamów | Zawody europejskie. Konkurencja teamów |
| Rok                                    | Miejscowość                            | Zawody                                         | Kategoria                              | Team                                   | Pozycja                                |
| -------------------------------------- | -------------------------------------- | ---------------------------------------------- | -------------------------------------- | -------------------------------------- | -------------------------------------- |
| 2014                                   | Abacja                                 | 52. Mistrzostwa Europy Teamów                  | Kobiety                                | Poland                                 | 5                                      |
| 2013                                   | Wrocław                                | 24. Młodzieżowe Mistrzostwa Europy Teamów      | Dziewczęta                             | Poland                                 | 4                                      |
| 2012                                   | Dublin                                 | 51 Mistrzostwa Europy Teamów                   | Kobiety                                | Poland                                 | 5                                      |
| 2011                                   | Albena                                 | 23. Europejskie Młodzieżowe Mistrzostwa Teamów | Dziewczęta                             | Poland                                 | 1                                      |
| 2011                                   | Albena                                 | 23. Europejskie Młodzieżowe Mistrzostwa Teamów | Młodzież Szkolna                       | Poland                                 | 1                                      |
| 2007                                   | Jesolo                                 | 21. Europejskie Młodzieżowe Mistrzostwa Teamów | Dziewczęta                             | Poland                                 | 1                                      |

| Zawody europejskie. Konkurencja par | Zawody europejskie. Konkurencja par | Zawody europejskie. Konkurencja par         | Zawody europejskie. Konkurencja par | Zawody europejskie. Konkurencja par | Zawody europejskie. Konkurencja par |
| Rok                                 | Miejscowość                         | Zawody                                      | Kategoria                           | Partner                             | Pozycja                             |
| ----------------------------------- | ----------------------------------- | ------------------------------------------- | ----------------------------------- | ----------------------------------- | ----------------------------------- |
| 2014                                | Burghausen                          | 12. Młodzieżowe Mistrzostwa Europy Par      | Dziewczęta                          | Aleksandra Jarosz                   | 3                                   |
| 2014                                | Burghausen                          | 12. Młodzieżowe Mistrzostwa Europy Par      | Miksty Młodzieżowe                  | Łukasz Witkowski                    | 1                                   |
| 2012                                | Vejle                               | 11. Młodzieżowe Mistrzostwa Europy Par      | Dziewczęta                          | Joanna Taczewska                    | 8                                   |
| 2012                                | Vejle                               | 11. Młodzieżowe Mistrzostwa Europy Par      | Miksty Młodzieżowe                  | Bartłomiej Igła                     | 1                                   |
| 2010                                | Opatija                             | 10. Europejskie Młodzieżowe Mistrzostwa Par | Młodzież Szkolna                    | Adam Krysa                          | 6                                   |
| 2008                                | Wrocław                             | 9. Europejskie Młodzieżowe Mistrzostwa Par  | Dziewczęta                          | Kamila Wesołowska                   | 4                                   |